# اتفاقية قبرص
اتفاقية قبرص هي اتفاقية سرية في 4 يونيو 1878 بين بريطانيا العظمى والدولة العثمانية التي منحت بريطانيا السيطرة الإدارية على قبرص (انظر قبرص البريطانية)، مقابل دعمها للعثمانيين في مؤتمر برلين. احتفظت أحكام الاتفاقية بالحقوق العثمانية على أراضي قبرص.
كانت هذه الاتفاقية نتيجة مفاوضات سرية جرت في وقت سابق سنة 1878. ألغى البريطانيون الاتفاقية في 5 نوفمبر 1914 خلال الحرب العالمية الأولى بعدما وجدت بريطانيا والسلطنة العثمانية نفسيهما في حالة حرب مع بعضهما البعض.

## تأسيس الإدارة البريطانية 1878
تنازل السلطان عبد الحميد الثاني عن إدارة قبرص لبريطانيا مقابل ضمانات باستخدام بريطانيا للجزيرة كقاعدة لحماية الدولة العثمانية من أي عدوان روسي محتمل. وقد عرضت الدولة العثمانية قبرص على البريطانيين ثلاث مرات (في 1833 و 1841 و 1845) قبل قبولها في سنة 1878.
في منتصف عقد 1870 واجهت بريطانيا والقوى الأوروبية الأخرى التوسع الروسي في المناطق التي تسيطر عليها الدولة العثمانية الضعيفة وأرادتت منعها. كانت روسيا تحاول ملء فراغ السلطة من خلال توسيع إمبراطوريتها القيصرية غربًا وجنوبًا باتجاه منفذ المياه الدافئة إسطنبول والدردنيل. كان الهدف من الإدارة البريطانية لقبرص هو منع مثل هذا التوسع. وفي يونيو 1878 توجت المفاوضات السرية بين بريطانيا والباب العالي باتفاقية قبرص التي بموجبها «موافقة صاحب السلطان على تخصيص جزيرة قبرص ليتم احتلالها وإدارتها من قبل إنجلترا».
كانت هناك بعض المعارضة للاتفاقية في بريطانيا، خاصة من الزعيم الليبرالي وليم غلادستون. وعندما عاد جلادستون إلى السلطة أبقى الجزيرة تحت حكمه. وكشفت القومية القبرصية اليونانية عن نفسها أمام الحكام الجدد، عندما أعرب أسقف كتيون في خطاب ترحيبي في لارنكا للمفوض السامي البريطاني الأول في قبرص عن أمله في أن يُسرع البريطانيون في توحيد قبرص واليونان كما فعلوا بالسابق مع جزر البحر الأيوني. وهكذا واجه البريطانيون في بداية إدارتهم حقيقة أن الإينوسيس كان حيويًا عند العديد من القبارصة اليونانيين.
خدمت الجزيرة بريطانيا كقاعدة عسكرية رئيسية على الطريق البحري إلى الهند البريطانية، التي كانت آنذاك أهم ممتلكات بريطانيا الخارجية. وفي 1906 تم الانتهاء من إنشاء ميناء جديد في فاماغوستا، مما زاد من أهمية قبرص كموقع بحري استراتيجي يحمي الطرق المؤدية إلى قناة السويس. وفي بداية الحرب العالمية الأولى انضمت الدولة العثمانية إلى قوى المركز، وفي 5 نوفمبر 1914 ضمت بريطانيا قبرص وبذلك أنهت الاتفاقية.

## ضريبة قبرص
نصت أحكام الاتفاقية بأن فائض إيرادات الجزيرة من نفقات الحكومة يجب أن تدفعه بريطانيا «دفعة ثابتة سنوية» للسلطان. مكّن هذا الحكم الباب العالي من التأكيد على أنه لم يتنازل عن قبرص أو يسلمها للبريطانيين، ولكنه فقط سلم الإدارة مؤقتًا. بسبب هذه الشروط تم وصف الإجراء بأنه تأجير بريطاني للجزيرة. أصبحت ضريبة قبرص مصدرا رئيسيا للسخط الكامن وراء الاضطرابات القبرصية في وقت لاحق.
حددت المفاوضات في النهاية مبلغ الدفعة السنوية الثابتة عند 92,799 جنيهًا إسترلينيًا وأحد عشر شلنًا وثلاثة بنسات بالضبط. كتب حاكم الجزيرة رونالد ستورس لاحقًا أن حساب هذا المبلغ تم باستخدام كل تلك الدقة الدقيقة المميزة للحسابات المزيفة. وجد القبارصة أنفسهم لا يدفعون الجزية فحسب، بل يغطون أيضًا النفقات التي تكبدتها الإدارة الاستعمارية البريطانية، مما خلق استنزافًا ثابتًا لاقتصاد فقير فعليًا.
منذ البداية تفاقمت مسألة ضريبة قبرص بشدة بسبب حقيقة أن الأموال لم تُدفع أبدًا إلى تركيا. بدلاً من ذلك تم إيداعها في بنك إنجلترا لسداد الديون التركية في حرب القرم (تحت ضمان كل من بريطانيا وفرنسا)، وقد تخلفت تركيا عن سدادها. هذا التنظيم أزعج الأتراك وكذلك القبارصة بشكل كبير. وذهب المبلغ الصغير المتبقي إلى صندوق للطوارئ، مما زاد من غضب الباب العالي. ورأى الرأي العام بشأن قبرص أن القبارصة أُجبروا على سداد ديون لا علاقة لهم بها بأي شكل من الأشكال. كان التحريض ضد الجزية متواصلاً، وأصبح الدفع السنوي رمزًا للقمع البريطاني.
كانت هناك أيضًا معارضة بريطانية لتلك الضريبة. فقام وكيل وزارة الخارجية لشؤون المستعمرات ونستون تشرشل بزيارة قبرص في 1907، وفي تقرير عن زيارته أعلن أنه «لا يحق لنا إلا تحت ظروف قاهرة أن نأخذ بنسًا من ضريبة قبرص لإعفائنا من التزاماتنا، ولكن للأسف قد تم ذلك». سرعان ما صوت البرلمان على منحة مساعدة سنوية دائمة بقيمة 50,000 جنيه إسترليني لقبرص وخفض الضريبة وفقًا لذلك.

## ضم بريطانيا للجزيرة وإنهاء الاتفاقية
بعد اندلاع الحرب العالمية الأولى دخلت الدولة العثمانية الحرب إلى جانب قوى المركز، فكان الرد البريطاني في 5 نوفمبر 1914 بضم قبرص رسميًا مستعمرة للتاج. وفي الوقت نفسه أعلن الخديوي العثماني لمصر والسودان عن سلطنة مصر لتكون محمية بريطانية.